# UFC 275
UFC 275: Teixeira vs. Procházka fue un evento de artes marciales mixtas producido por Ultimate Fighting Championship que tuvo lugar el 11 de junio de 2022 en el Estadio Cubierto de Singapur en Kallang, Singapur.

## Antecedentes
En un principio se esperaba un combate por el Campeonato de Peso Semipesado de la UFC entre el actual campeón Glover Teixeira y el ex Campeón de Peso Semipesado de Rizin Jiří Procházka para UFC 274, pero finalmente se trasladó para encabezar este evento debido a razones no reveladas.
En el evento se celebró un combate por el Campeonato Femenino de Peso Mosca de la UFC entre la actual campeona Valentina Shevchenko y Taila Santos.
En el evento tenga lugar la revancha de peso paja femenino entre las ex Campeonas Femeninas de Peso Paja de la UFC Weili Zhang y Joanna Jędrzejczyk. La pareja se enfrentó previamente en UFC 248 donde Zhang defendió con éxito el campeonato contra Jędrzejczyk por decisión dividida. Se espera que la ganadora se convierta en la próxima aspirante al título.
Se esperaba un combate de peso wélter entre Orion Cosce y Mike Mathetha en UFC 271, pero Cosce se retiró por razones no reveladas. Entonces se esperaba que se enfrentaran en este evento. Una vez más, el combate se canceló, ya que Mathetha se lesionó a finales de mayo.
Se esperaba un combate de peso medio entre el ex Campeón de Peso Medio de la UFC Robert Whittaker (también ganador del peso wélter de The Ultimate Fighter: The Smashes) y el ex retador del título Marvin Vettori tuviera lugar en el evento. Sin embargo, Whittaker se retiró por una lesión en abril. El combate fue entonces reprogramado para UFC Fight Night 214.
Kang Kyung-ho y Saimon Oliveira estaban programados para enfrentarse en un combate de peso gallo en este evento. Sin embargo, Oliveira se retiró por razones desconocidas y fue sustituido por Danaa Batgerel.
Se esperaba un combate de peso mosca entre el ex Campeón de Peso Gallo de Rizin, Manel Kape, y Rogério Bontorin. Sin embargo, el combate se canceló el día antes del evento debido a que Bontorin sufrió problemas renales relacionados con el corte de peso.
Durante la semana de la lucha (9-10 de junio), la UFC acogerá la ronda inicial de cuartos de final de Road to UFC: Singapur en el mismo lugar, con dos eventos de cinco combates por día para un total de 10 combates por día. Se espera que los 32 contendientes del torneo procedan de China (a través de la UFC Academy), India, Indonesia, Japón, Corea, Filipinas y Tailandia.

## Resultados
1. ↑  Por el Campeonato de Peso Semipesado de la UFC.
2. ↑  Por el Campeonato Femenino de Peso Mosca de la UFC.

## Premios de bonificación
Los siguientes luchadores recibieron bonificaciones de $50000 dólares.
- Pelea de la Noche: Jiří Procházka vs. Glover Teixeira
- Actuación de la Noche: Zhang Weili, Jake Matthews, Jack Della Maddalena, Hayisaer Maheshate, y Silvana Gómez Juárez

Los siguientes luchadores recibieron Crypto.com "Bonos de los Fans de la Noche" pagados en bitcoin de 30000 dólares para el primer puesto, 20000 dólares para el segundo y 10000 dólares para el tercero.
- Primer Lugar: Valentina Shevchenko
- Segundo Lugar: Jiří Procházka
- Tercer Lugar: Weili Zhang